# Tetragoniceps bookhouti
Tetragoniceps bookhouti är en kräftdjursart som beskrevs av Coull 1971. Tetragoniceps bookhouti ingår i släktet Tetragoniceps och familjen Tetragonicipitidae. Inga underarter finns listade i Catalogue of Life.